# Tran Hien Tong
Trần Hiến Tông, namn vid födseln (tên huý) Trần Vượng, född 1319, död 1341, var den sjätte kejsaren av Trandynastin i Vietnam. Han regerade från 1329 till 1341 då han efterträddes av sin bror Trần Dụ Tông.